# Château de Coëtando
Le château de Coëtando est situé à Lanrodec en France.

## Localisation
Le château est situé sur la commune de Lanrodec dans le département des Côtes-d'Armor, dans la région Bretagne.

## Description
Le château est construit selon un plan en H, deux pavillons latéral encadrant symétriquement un corps central à l'arrière duquel est accolé une annexe renfermant un jardin d'hiver,.

## Historique
Château neuf vraisemblablement construit au cours du troisième quart du XIXe siècle par la famille Le Saulnier de Saint-Jouan sur les terres de l'ancienne seigneurie de Coëtando.
Il est inscrit à l' inventaire général du patrimoine culturel.